# 奥出雲町立三成小学校
奥出雲町立三成小学校（おくいずもちょうりつ みなりしょうがっこう）は、島根県仁多郡奥出雲町三成に所在する公立の小学校。

## 児童数
- 児童数 - 91人（2018年（平成30年）度）[1]

## 通学区域
- 三成、三所、馬馳（佐々木集落）、高尾（尾白）、三沢（滝の上）[2]

## 進学先中学校
- 奥出雲町立仁多中学校

## 校区内の主な施設
- 奥出雲町役場 仁多庁舎
- 雲南警察署 三成広域交番

## 交通
- 西日本旅客鉄道木次線 出雲三成駅より約1km